# The Razors Edge World Tour
The Razors Edge World Tour bylo koncertní turné australské hardrockové skupiny AC/DC, které sloužilo jako propagace studiového alba The Razors Edge. Jednalo se o první turné skupiny na, kterém vystupoval bubeník Chris Slade. V rámci turné se skupina účastnila festivalového turné Monsters of Rock po Evropě. V rámci tohoto festivalu skupina vystoupila v Donington parku, kam dorazilo přes 70 000 diváků. Koncert skupina nahrávala a vydala pod názvem Live at Donington. Většina záznamu z festivalu i turné byla použita také pro koncertní album Live.

## Setlist
1. "Thunderstruck"
2. "Shoot to Thrill"
3. "Back in Black"
4. "Fire Your Guns"
5. "Sin City"
6. "Heatseeker"
7. "Who Made Who"
8. "Jailbreak"
9. "The Jack"
10. "The Razors Edge"
11. "That's the Way I Wanna Rock 'n' Roll"
12. "Moneytalks"
13. "Hells Bells"
14. "High Voltage"
15. "You Shook Me All Night Long"
16. "Dirty Deeds Done Dirt Cheap"
17. "Whole Lotta Rosie"
18. "Let There Be Rock"

Přídavek:
1. "Highway to Hell"
2. "T.N.T."
3. "For Those About to Rock (We Salute You)"

## Sestava
AC/DC
- Brian Johnson – (zpěv)
- Angus Young – (sólová kytara)
- Malcolm Young – (doprovodná kytara, doprovodné vokály)
- Cliff Williams – (baskytara, doprovodné vokály)
- Chris Slade – (bicí)

## Turné v datech
| Datum                                    | Město                 | Stát            | Místo                                 |
| Severní Amerika                          | Severní Amerika       | Severní Amerika | Severní Amerika                       |
| ---------------------------------------- | --------------------- | --------------- | ------------------------------------- |
| 2. listopadu 1990                        | Worcester             | Spojené státy   | The Centrum                           |
| 3. listopadu 1990                        | Worcester             | Spojené státy   | The Centrum                           |
| 4. listopadu 1990                        | Hartford              | Spojené státy   | Hartford Civic Center                 |
| 6. listopadu 1990                        | Filadelfie            | Spojené státy   | The Spectrum                          |
| 7. listopadu 1990                        | Pittsburgh            | Spojené státy   | Pittsburgh Civic Arena                |
| 9. listopadu 1990                        | Toronto               | Kanada          | SkyDome                               |
| 10. listopadu 1990                       | Binghamton            | Spojené státy   | Broome County Veterans Memorial Arena |
| 11. listopadu 1990                       | East Rutherford       | Spojené státy   | Brendan Byrne Arena                   |
| 13. listopadu 1990                       | Portland              | Spojené státy   | Cumberland County Civic Center        |
| 15. listopadu 1990                       | Providence            | Spojené státy   | Providence Civic Center               |
| 17. listopadu 1990                       | Richmond              | Spojené státy   | Richmond Coliseum                     |
| 18. listopadu 1990                       | Landover              | Spojené státy   | Capital Centre                        |
| 20. listopadu 1990                       | Lexington             | Spojené státy   | Rupp Arena                            |
| 21. listopadu 1990                       | Fort Wayne            | Spojené státy   | Allen County War Memorial Coliseum    |
| 23. listopadu 1990                       | Richfield             | Spojené státy   | Richfield Coliseum                    |
| 24. listopadu 1990                       | Auburn Hills          | Spojené státy   | The Palace of Auburn Hills            |
| 25. listopadu 1990                       | Indianapolis          | Spojené státy   | Market Square Arena                   |
| 26. listopadu 1990                       | Evansville            | Spojené státy   | Roberts Municipal Stadium             |
| 28. listopadu 1990                       | Rockford              | Spojené státy   | Rockford MetroCentre                  |
| 29. listopadu 1990                       | Cedar Rapids          | Spojené státy   | Five Seasons Center                   |
| 30. listopadu 1990                       | Bloomington           | Spojené státy   | Met Center                            |
| 1. prosince 1990                         | Madison               | Spojené státy   | Dane County Expo Coliseum             |
| 3. prosince 1990                         | Omaha                 | Spojené státy   | Omaha Civic Auditorium                |
| 4. prosince 1990                         | Ames                  | Spojené státy   | Hilton Coliseum                       |
| 6. prosince 1990                         | St. Louis             | Spojené státy   | St. Louis Arena                       |
| 7. prosince 1990                         | Kansas City           | Spojené státy   | Kemper Arena                          |
| 8. prosince 1990                         | Tulsa                 | Spojené státy   | Mabee Center                          |
| 9. prosince 1990                         | Manhattan             | Spojené státy   | Bramlage Coliseum                     |
| 12. prosince 1990                        | Sacramento            | Spojené státy   | ARCO Arena                            |
| 13. prosince 1990                        | Daly City             | Spojené státy   | Cow Palace                            |
| 14. prosince 1990                        | Daly City             | Spojené státy   | Cow Palace                            |
| 15. prosince 1990                        | Long Beach            | Spojené státy   | Long Beach Arena                      |
| 16. prosince 1990                        | Long Beach            | Spojené státy   | Long Beach Arena                      |
| Severní Amerika                          |                       |                 |                                       |
| 11. ledna 1991                           | Vancouver             | Kanada          | Pacific Coliseum                      |
| 12. ledna 1991                           | Vancouver             | Kanada          | Pacific Coliseum                      |
| 15. ledna 1991                           | Portland              | Spojené státy   | Portland Memorial Coliseum            |
| 16. ledna 1991                           | Tacoma                | Spojené státy   | Tacoma Dome                           |
| 18. ledna 1991 (ukončeno po 20 minutách) | Salt Lake City        | Spojené státy   | Salt Palace                           |
| 20. ledna 1991                           | Phoenix               | Spojené státy   | Arizona Veterans Memorial Coliseum    |
| 23. ledna 1991                           | Denver                | Spojené státy   | McNichols Sports Arena                |
| 25. ledna 1991                           | Rosemont              | Spojené státy   | Rosemont Horizon                      |
| 26. ledna 1991                           | Cincinnati            | Spojené státy   | Cincinnati Gardens                    |
| 27. ledna 1991                           | Nashville             | Spojené státy   | Nashville Municipal Auditorium        |
| 29. ledna 1991                           | Memphis               | Spojené státy   | Mid-South Coliseum                    |
| 31. ledna 1991                           | Knoxville             | Spojené státy   | Thompson–Boling Arena                 |
| 1. února 1991                            | Johnson City          | Spojené státy   | Freedom Hall Civic Center             |
| 2. února 1991                            | Birmingham            | Spojené státy   | BJCC Coliseum                         |
| 3. února 1991                            | New Orleans           | Spojené státy   | Lakefront Arena                       |
| 5. února 1991                            | Little Rock           | Spojené státy   | Barton Coliseum                       |
| 7. února 1991                            | Oklahoma City         | Spojené státy   | Myriad Convention Center              |
| 10. února 1991                           | Dallas                | Spojené státy   | Reunion Arena                         |
| 11. února 1991                           | Shreveport            | Spojené státy   | Hirsch Memorial Coliseum              |
| 12. února 1991                           | Houston               | Spojené státy   | The Summit                            |
| 15. února 1991                           | Atlanta               | Spojené státy   | The Omni Coliseum                     |
| 16. února 1991                           | Charlotte             | Spojené státy   | Charlotte Coliseum                    |
| 17. února 1991                           | Greensboro            | Spojené státy   | Greensboro Coliseum                   |
| 19. února 1991                           | Jacksonville          | Spojené státy   | Jacksonville Memorial Coliseum        |
| 20. února 1991                           | Orlando               | Spojené státy   | Orlando Arena                         |
| 21. února 1991                           | Miami                 | Spojené státy   | Miami Arena                           |
| 22. února 1991                           | St. Petersburg        | Spojené státy   | Florida Suncoast Dome                 |
| Evropa                                   |                       |                 |                                       |
| 20. března 1991                          | Helsinky              | Finsko          | Helsinki Ice Hall                     |
| 22. března 1991                          | Stockholm             | Švédsko         | Johanneshovs Isstadion                |
| 23. března 1991                          | Göteborg              | Švédsko         | Scandinavium                          |
| 24. března 1991                          | Oslo                  | Norsko          | Oslo Spektrum                         |
| 26. března 1991                          | Stuttgart             | Německo         | Schleyerhalle                         |
| 27. března 1991                          | Mannheim              | Německo         | Maimarkthalle                         |
| 28. března 1991                          | Paříž                 | Francie         | Palais Omnisports de Paris-Bercy      |
| 30. března 1991                          | Frankfurt nad Mohanem | Německo         | Festhalle Frankfurt                   |
| 31. března 1991                          | Norimberk             | Německo         | Frankenhalle                          |
| 1. dubna 1991                            | Hannover              | Německo         | Eilenriedehalle                       |
| 3. dubna 1991                            | Curych                | Švýcarsko       | Hallenstadion                         |
| 5. dubna 1991                            | Kolín nad Rýnem       | Německo         | Köln Sporthalle                       |
| 6. dubna 1991                            | Leiden                | Nizozemsko      | Groenoordhallen                       |
| 7. dubna 1991                            | Dortmund              | Německo         | Westfalenhalle                        |
| 9. dubna 1991                            | Mnichov               | Německo         | Olympiahalle                          |
| 10. dubna 1991                           | Mnichov               | Německo         | Olympiahalle                          |
| 12. dubna 1991                           | Oldenburg             | Německo         | Weser-Ems Halle                       |
| 13. dubna 1991                           | Kiel                  | Německo         | Ostseehalle                           |
| 15. dubna 1991                           | Londýn                | Anglie          | Wembley Arena                         |
| 16. dubna 1991                           | Londýn                | Anglie          | Wembley Arena                         |
| 17. dubna 1991                           | Londýn                | Anglie          | Wembley Arena                         |
| 20. dubna 1991                           | Glasgow               | Skotsko         | S.E.C.C. Arena                        |
| 22. dubna 1991                           | Birmingham            | Anglie          | NEC Arena                             |
| 23. dubna 1991                           | Birmingham            | Anglie          | NEC Arena                             |
| 24. dubna 1991                           | Birmingham            | Anglie          | NEC Arena                             |
| 26. dubna 1991                           | Dublin                | Irsko           | Point Theatre                         |
| 27. dubna 1991                           | Belfast               | Severní Irsko   | Kings Hall                            |
| Severní Amerika                          |                       |                 |                                       |
| 24. května 1991                          | Buffalo               | Spojené státy   | Buffalo Memorial Auditorium           |
| 25. května 1991                          | Burgettstown          | Spojené státy   | Coca-Cola Star Lake Amphitheater      |
| 27. května 1991                          | Charleston            | Spojené státy   | Charleston Civic Center               |
| 28. května 1991                          | Fairborn              | Spojené státy   | Ervin J. Nutter Center                |
| 1. června 1991                           | Louisville            | Spojené státy   | Freedom Hall                          |
| 2. června 1991                           | Dallas                | Spojené státy   | Coca-Cola Starplex Amphitheatre       |
| 3. června 1991                           | Austin                | Spojené státy   | Frank Erwin Center                    |
| 4. června 1991                           | San Antonio           | Spojené státy   | HemisFair Arena                       |
| 5. června 1991                           | Albuquerque           | Spojené státy   | Tingley Coliseum                      |
| 6. června 1991                           | Phoenix               | Spojené státy   | Desert Sky Pavilion                   |
| 7. června 1991                           | San Diego             | Spojené státy   | San Diego Sports Arena                |
| 8. června 1991                           | Irvine                | Spojené státy   | Irvine Meadows Amphitheatre           |
| 10. června 1991                          | Los Angeles           | Spojené státy   | Los Angeles Memorial Sports Arena     |
| 13. června 1991                          | Oakland               | Spojené státy   | Oakland-Alameda County Coliseum Arena |
| 14. června 1991                          | Mountain View         | Spojené státy   | Shoreline Amphitheatre                |
| 15. června 1991                          | Sacramento            | Spojené státy   | ARCO Arena                            |
| 17. června 1991                          | Seattle               | Spojené státy   | Seattle Center Coliseum               |
| 18. června 1991                          | Seattle               | Spojené státy   | Seattle Center Coliseum               |
| 21. června 1991                          | Edmonton              | Spojené státy   | Northlands Coliseum                   |
| 22. června 1991                          | Edmonton              | Spojené státy   | Northlands Coliseum                   |
| 23. června 1991                          | Calgary               | Spojené státy   | Olympic Saddledome                    |
| 27. června 1991                          | Bloomington           | Spojené státy   | Met Center                            |
| 28. června 1991                          | East Troy             | Spojené státy   | Alpine Valley Music Theatre           |
| 29. června 1991                          | Tinley Park           | Spojené státy   | New World Music Theater               |
| 1. července 1991                         | Noblesville           | Spojené státy   | Deer Creek Music Center               |
| 2. července 1991                         | Auburn Hills          | Spojené státy   | The Palace of Auburn Hills            |
| 3. července 1991                         | Richfield             | Spojené státy   | Richfield Coliseum                    |
| 5. července 1991                         | Albany                | Spojené státy   | Knickerbocker Arena                   |
| 6. července 1991                         | Montréal              | Kanada          | Montreal Forum                        |
| 7. července 1991                         | Montréal              | Kanada          | Montreal Forum                        |
| 8. července 1991                         | Hampton, Virginia     | Spojené státy   | Hampton Coliseum                      |
| 9. července 1991                         | Landover              | Spojené státy   | Capital Centre                        |
| 10. července 1991                        | Filadelfie            | Spojené státy   | The Spectrum                          |
| 12. července 1991                        | New York City         | Spojené státy   | Madison Square Garden                 |
| 13. července 1991                        | New York City         | Spojené státy   | Madison Square Garden                 |
| 14. července 1991                        | Old Orchard Beach     | Spojené státy   | Seashore Performing Arts Center       |
| Evropa / Monsters of Rock Tour           |                       |                 |                                       |
| 10. srpna 1991                           | Kodaň                 | Dánsko          | Gentofte Stadion                      |
| 13. srpna 1991                           | Chořov                | Polsko          | Silesian Stadium                      |
| 17. srpna 1991                           | Castle Donington      | Anglie          | Donington Park                        |
| 22. srpna 1991                           | Budapešť              | Maďarsko        | Népstadion                            |
| 24. srpna 1991                           | Mnichov               | Německo         | Galopprennbahn Riem                   |
| 25. srpna 1991                           | Basilej               | Švýcarsko       | St. Jakob Stadium                     |
| 27. srpna 1991                           | Berlín                | Německo         | Waldbühne                             |
| 28. srpna 1991                           | Berlín                | Německo         | Waldbühne                             |
| 30. srpna 1991                           | Hasselt               | Belgie          | Kiewit Airfield                       |
| 31. srpna 1991                           | Hannover              | Německo         | Niedersachsenstadion                  |
| 1. září 1991                             | Nijmegen              | Nizozemsko      | Stadion de Goffert                    |
| 7. září 1991                             | Mohuč                 | Německo         | Mainz-Finthen Airport                 |
| 8. září 1991                             | Oldenburg             | Německo         | Weser-Ems-Halle                       |
| 11. září 1991                            | Štýrský Hradec        | Rakousko        | Liebenauer Stadium                    |
| 14. září 1991                            | Modena                | Itálie          | Festa de l'Unità                      |
| 17. září 1991                            | Dortmund              | Německo         | Westfalenhalle                        |
| 18. září 1991                            | Dortmund              | Německo         | Westfalenhalle                        |
| 21. září 1991                            | Paříž                 | Francie         | Hippodrome de Vincennes               |
| 24. září 1991                            | Barcelona             | Španělsko       | Estadi Olímpic Lluís Companys         |
| 28. září 1991                            | Moskva                | Rusko           | Tushino Airfield                      |
| Oceánie                                  |                       |                 |                                       |
| 14. října 1991                           | Sydney                | Austrálie       | Sydney Entertainment Centre           |
| 15. října 1991                           | Sydney                | Austrálie       | Sydney Entertainment Centre           |
| 16. října 1991                           | Sydney                | Austrálie       | Sydney Entertainment Centre           |
| 18. října 1991                           | Melbourne             | Austrálie       | Rod Laver Arena                       |
| 19. října 1991                           | Melbourne             | Austrálie       | Rod Laver Arena                       |
| 20. října 1991                           | Melbourne             | Austrálie       | Rod Laver Arena                       |
| 23. října 1991                           | Perth                 | Austrálie       | Perth Entertainment Centre            |
| 24. října 1991                           | Perth                 | Austrálie       | Perth Entertainment Centre            |
| 28. října 1991                           | Adelaide              | Austrálie       | Adelaide Entertainment Centre         |
| 29. října 1991                           | Adelaide              | Austrálie       | Adelaide Entertainment Centre         |
| 31. října 1991 (zrušeno)                 | Melbourne             | Austrálie       | Rod Laver Arena                       |
| 1. listopadu 1991                        | Melbourne             | Austrálie       | Rod Laver Arena                       |
| 2. listopadu 1991 (zrušeno)              | Melbourne             | Austrálie       | Rod Laver Arena                       |
| 5. listopadu 1991                        | Brisbane              | Austrálie       | Brisbane Entertainment Centre         |
| 6. listopadu 1991                        | Brisbane              | Austrálie       | Brisbane Entertainment Centre         |
| 8. listopadu 1991                        | Sydney                | Austrálie       | Sydney Entertainment Centre           |
| 9. listopadu 1991                        | Sydney                | Austrálie       | Sydney Entertainment Centre           |
| 10. listopadu 1991                       | Sydney                | Austrálie       | Sydney Entertainment Centre           |
| 14. listopadu 1991                       | Wellington            | Nový Zéland     | Athletic Park                         |
| 16. listopadu 1991                       | Auckland              | Nový Zéland     | Mount Smart Stadium                   |